# René Just Haüy
Pour les articles homonymes, voir Haüy.
L'abbé René Just Haüy (Haüy se prononce /ayi/ : « A-U-I »), né le 28 février 1743 à Saint-Just-en-Chaussée dans l'Oise et mort le 1er juin 1822 (et non le 3 juin car il fut enterré ce jour,) à Paris, est un minéralogiste français, fondateur, avec Jean-Baptiste Romé de L'Isle, de la cristallographie géométrique et de la gemmologie.

## Biographie

### Famille et formation
Fils d'un tisserand, il est le frère de Valentin Haüy, qui consacre sa vie aux aveugles et crée la première école pour aveugles.
Formé par les prémontrés, il est tonsuré en 1762, reçoit les ordres mineurs en 1765, est nommé sous-diacre (1767) puis diacre (1769), avant d'être ordonné prêtre en 1770.

### Carrière scientifique
Il devient régent au collège du Cardinal Lemoine où il se lie d'amitié avec Charles Lhomond. Ce dernier lui ayant fait découvrir la botanique, ils fréquentent le Jardin des plantes, où Haüy suit les cours du naturaliste Daubenton. Haüy se consacre dès lors à la science et, après avoir communiqué à Daubenton certaines de ses découvertes sur la forme cristalline des minéraux, il est admis, presque à l'unanimité, à l'Académie des sciences comme associé-botaniste en 1783. Les démonstrations qu'il donne dans son très humble logis du collège sont suivies avec un grand intérêt par Pierre-Simon de Laplace, Joseph-Louis Lagrange, Antoine Lavoisier, Claude Louis Berthollet et Antoine François, comte de Fourcroy. Il compte parmi ses élèves Étienne Geoffroy Saint-Hilaire.

### Incarcéré pendant la Révolution française
Après vingt ans d'enseignement, il prend sa retraite. Durant la Révolution, il refuse de prêter serment de fidélité à la Constitution civile du clergé. Privé de sa faible pension, il est arrêté comme prêtre réfractaire en août 1792. Grâce à l'action énergique de son élève, Étienne Geoffroy Saint-Hilaire, et des scientifiques de l'Académie comme du Jardin des plantes, il sort de prison — encore que R. J. Haüy refuse de la quitter sous prétexte que d'autres prêtres y demeurent prisonniers. Quelques jours plus tard, ceux-ci sont massacrés. Il sollicite Jean-Lambert Tallien pour qu'il intervienne en faveur de l'abbé Lhomond incarcéré pour la même raison que lui. Lhomond est sauvé.
Il prend en outre, sans succès (ni suite fâcheuse désormais) la défense d'Antoine Lavoisier.

### Carrière dans l'enseignement supérieur
La Convention puis le Directoire lui confient différentes charges. Haüy devient notamment membre de la commission des poids et mesures (1793), puis professeur de physique à l'École normale de l'an III (1794), enfin conservateur des collections et professeur de cristallographie à l'École des mines (1795). Il entre à l'Institut de France la même année. Il enseigne la minéralogie au Muséum national d'histoire naturelle à partir de 1800, en remplacement de Déodat Gratet de Dolomieu, d'abord temporairement puis, à la mort de ce dernier, définitivement. En 1802, il obtient le titre de chanoine honoraire de Notre-Dame de Paris puis, en 1808, devient enseignant à l'École normale supérieure. On crée pour lui la chaire de minéralogie (1809) à la faculté des sciences de Paris, mais son adjoint Alexandre Brongniart assure la plupart des cours à ce poste.

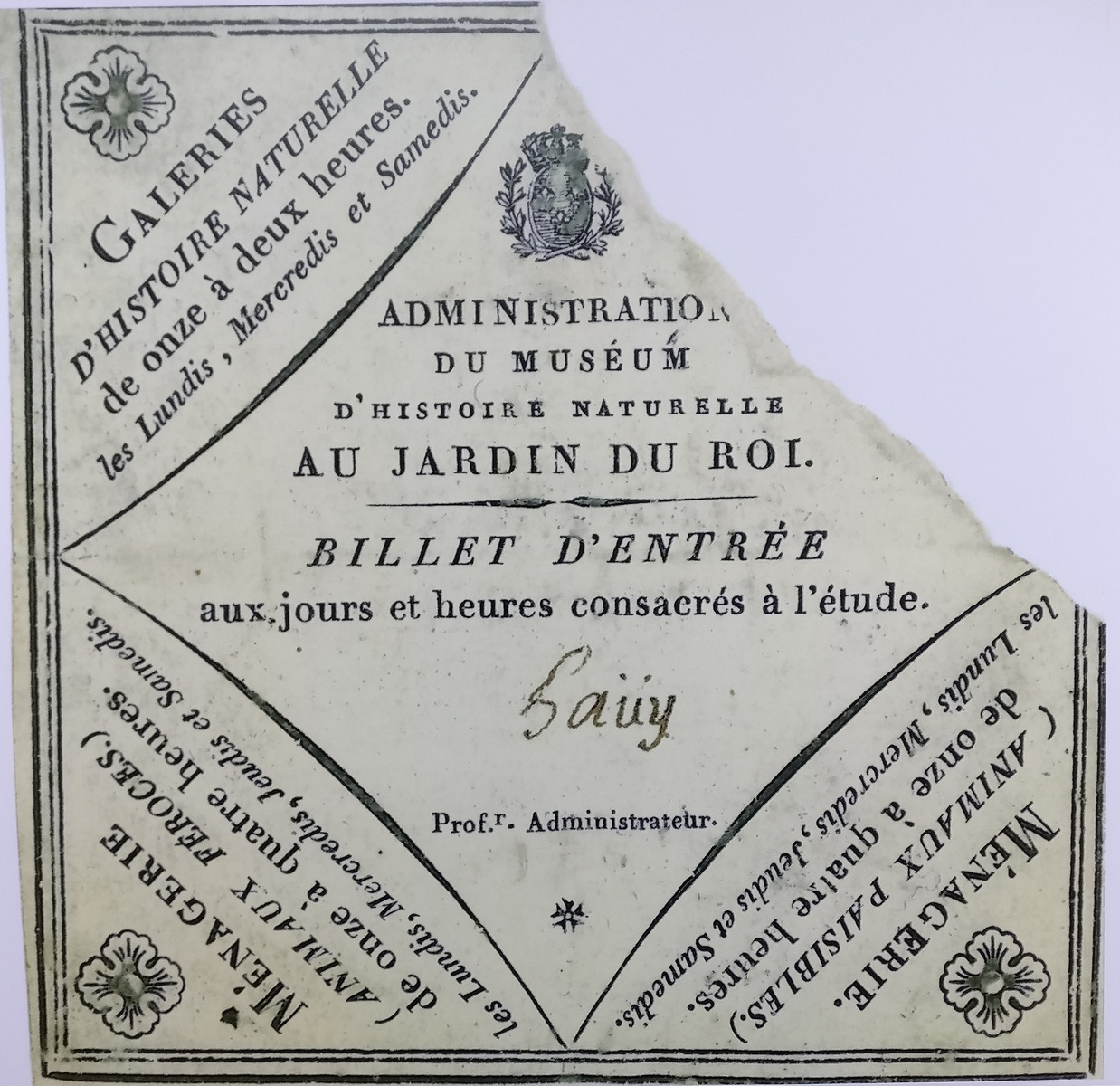
Administrateur et Professeur au Muséum

### Démis de ses fonctions sous la Restauration
À la Restauration, la « mansuétude » révolutionnaire (Prêtre réfractaire, il est sorti des geôles révolutionnaires juste avant l'exécution de ses codétenus, il n'a pas été inquiété pour sa prise de position en défendant Lavoisier…) le rend suspect. Il est privé de la plupart de ses moyens d'existence.
Il meurt le 1er juin 1822, devenu impotent par suite d'une chute dans sa chambre qui lui a rompu le col du fémur. Il est inhumé le 3 juin 1822, en compagnie de son frère Valentin Haüy, au cimetière du Père-Lachaise à Paris.

## Travaux
En 1781, il découvre la régularité des cristaux, notamment la structure rhomboïde des "molécules constituantes" des spaths calcaires.
En 1793 il détermine, en collaboration avec Antoine Lavoisier, la valeur de la nouvelle unité de masse, connue ensuite sous le nom de kilogramme, pour la Commission des poids et mesures de l'Académie des sciences.

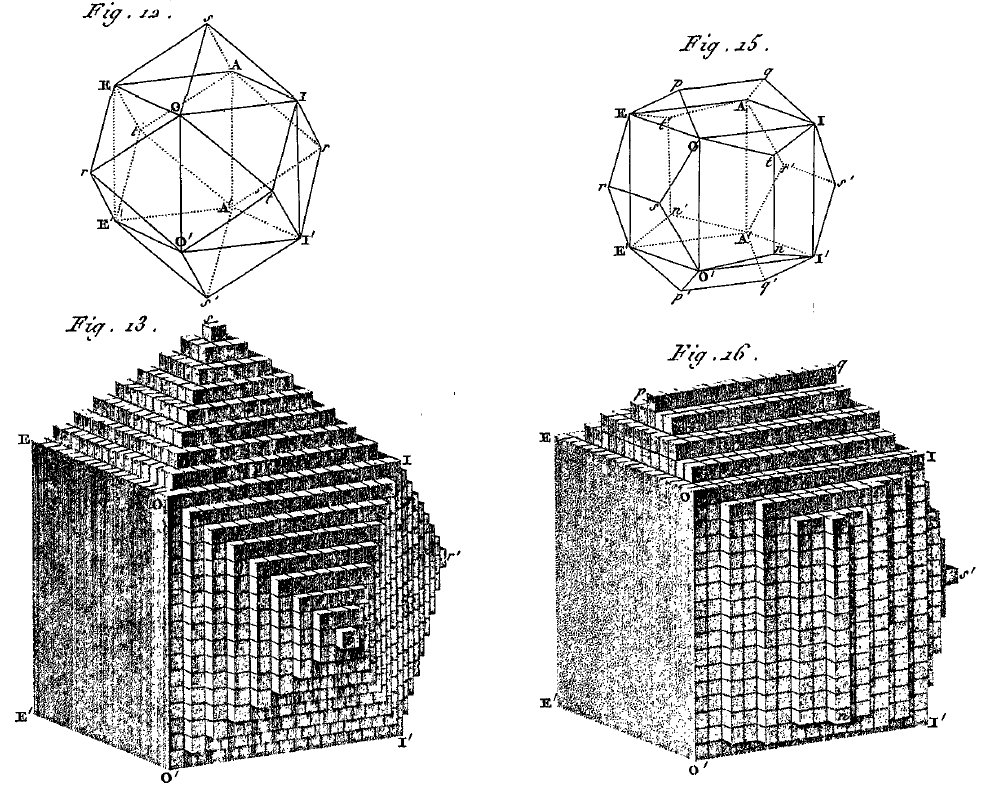
Cristal cubique et molécules intégrantes

Haüy montre que la forme des cristaux résulte de l'empilement de petits volumes de matière qu'il nomme molécules intégrantes, et dont son élève Gabriel Delafosse déduit la notion de maille en 1840. Grâce à ces travaux, Haüy parvient à définir l'espèce minérale en premier sur une dioptase des steppes kirghizes  encore conservée au MNHN.
Haüy décrit et forge les noms d'un nombre considérables de roches communes dont sa collection possède donc les "types" : pegmatite (au masculin), diorite (au masculin), éclogite, psammite, phtanite, dolérite, trachyte... même s'il possède une vision très minéralogique de la pétrographie.
Partant du principe découvert en 1817 avec le spath d'Islande, que tous les minéraux peuvent acquérir la propriété électrique et afin d'établir des critères de détermination de chacun d'entre eux, et d'autres données,, Haüy se penche sur la nature de l'électricité et sa quantité, développées par plusieurs moyens : la pression, en comprimant le minéral entre deux doigts ; le frottement (phénomène de triboélectricité) et la chaleur (phénomène de pyroélectricité).
La même année, il est le premier à publier un traité scientifique sur les pierres précieuses débarrassé des légendes autour des gemmes inventées par les négociants et joailliers au fil du temps mais reprenant plutôt les propriétés géologiques, minéralogiques, cristallographiques, physico-chimiques (dont la couleur, la biréfringence, le magnétisme et l'électricité) de nombreuses gemmes y compris celles peu employées encore aujourd'hui comme la lazulite ou la lépidolite.
Il propose — logiquement — de renommer la kyanite sous le nom plus générique de disthène car cette dernière peut être d'un autre couleur que bleue, tels le vert, l'orange voir incolore ou noire,. Pourtant, la iolite de Werner (étymologie grecque ancien : pierre violette) sera bien renommée en dichroïte puis cordiérite à cause de son trichroïsme ; tout comme la "yanolite" (étymologie latine : pierre violette) de Delaméthérie devint "axinite" (maintenant un groupe de minéraux dont l'axinite-Fe) pour des raisons similaires de couleurs car ces minéraux peuvent adopter d'autres couleurs que le violet. Ces modifications furent approuvées à contrario du disthène qui reste, entre autres, dans le monde anglo-saxon, kyanite (= pierre bleu cyan), même quand elle est orange.
Pour ses recherches, R.J. Haüy imagine et décrit de petits appareils qu'il nomme électroscopes, permettant de définir l'électricité créée, vitrée ou résineuse, selon l'acception de l'époque (établie par Dufay et Nollet).
Haüy enrichit considérablement les collections du Muséum national (français) d'histoire naturelle grâce à des dons, des échanges et des achats dont un échange important de minéraux contre des gemmes et une pépite d'or (notamment) avec un marchand autrichien de Vienne, dit "M. Weiss" (qui n'est pas Christian Samuel Weiss de Berlin).
Haüy gardait les plus beaux specimens d'une espèce particulière pour le Muséum en gardait les morceaux inférieurs pour sa collection de travail. Ce corpus personnel de minéraux — incluant aussi ses roches, instruments, modèles cristallographiques en bois, gemmes et objets d'art, soit plus de 8 000 items — le suivit quand il fut nommé à l'École des mines puis au Muséum où elle fut installée au second étage de l'hôtel de Magny. Il voulait la léguer au Muséum mais ses neveux-héritiers (Vuillemot) la vendent ( malgré une contre-offre du Muséum) en 1823 au duc de Buckingham. Mais elle sera rachetée aux héritiers du duc par Armand Dufrénoy qui représentait le Muséum lors de la vente aux enchères de 1848 à Stowe House. Ses principaux échantillons sont maintenant visibles en ligne.

## Espèces minérales décrites
- actinote, 1801 ;
- amphibole, 1797 ;
- anatase, 1801 ;

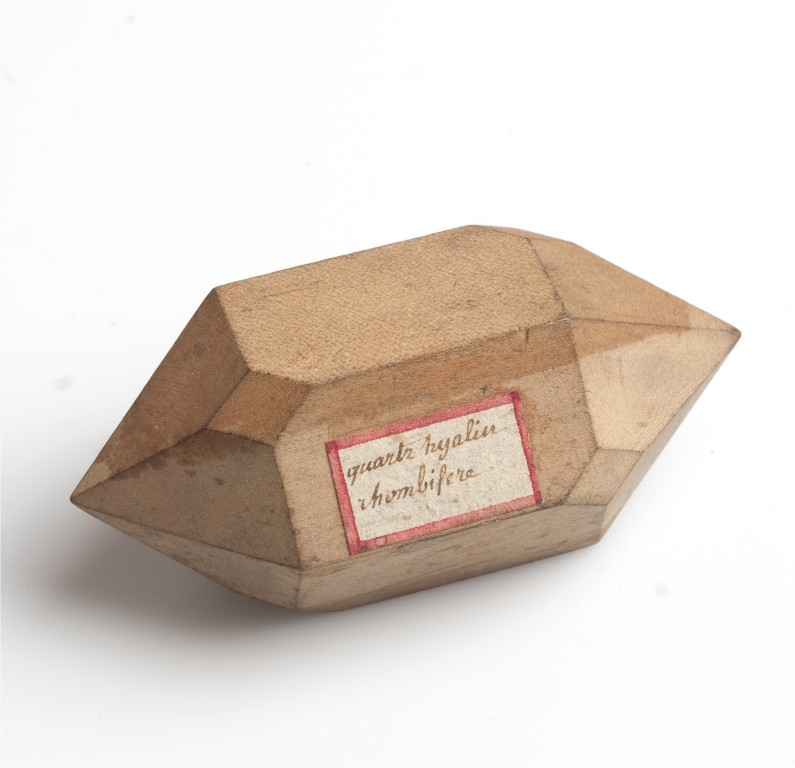
Modèle cristallographique en bois de poirier par R. J. Haüy : Quartz hyalin rhombifère. Collection Musée Teyler (Haarlem), Pays-Bas.

- antimoine sulfuré (synonyme de stibine), 1809 ;
- apophyllite, 1806 ;
- argent antimonié sulfuré (synonyme de pyrargyrite), 1809 ;
- axinite ;
- chaux carbonatée aluminifère (synonyme de dolomite) ;
- chaux carbonatée coralloïde (synonyme d'aragonite coralloïde) ;
- chaux carbonatée magnésifère (synonyme de dolomite) ;
- chaux phosphatée (synonyme d'apatite) ;
- cobalt arseniaté (synonyme d'Érythrite) ;
- cuivre carbonaté bleu (synonyme d'azurite) ;
- cuivre muriaté (synonyme d'atacamite), 1801 ;
- cuivre oxidulé capillaire (synonyme de chalcotrichite) ;
- cuivre pyriteux (synonyme de chalcopyrite) ;
- cuivre sulfaté (synonyme de chalcantite) ;
- cymophane (variété de chrysobéryl) ;
- épidote ;
- étain oxydé (synonyme de cassitérite) ;
- dioptase, 1797 ;
- disthène, 1801 ;
- fer sulfuré (synonyme de pyrite) ;
- feldspath apyre (synonyme d'andalousite), 1801 ;
- magnésie carbonatée (synonyme de magnésite) ;
- manganèse oxydé rose silicifère (synonyme de Rhodonite) ;
- plomb phosphaté (synonyme de pyromorphite) ;
- plomb sulfuré (synonyme de galène) ;
- quartz hyalin concrétionné (synonyme d'opale variété fiorite) ;
- quartz hyalin jaune (synonyme de citrine) ;
- quartz hyalin hématoïde (synonyme de quartz hématoïde) ;
- quartz hyalin rose (synonyme de quartz rose) ;
- schéelin ferruginé (synonyme de wolframite) ;
- spath en tables (synonyme de wollastonite) ;
- stilbite ;
- triphane (synonyme de spodumène) ;
- urane oxydé (synonyme de torbernite), 1801 ;
- zinc carbonaté (synonyme de smithsonite), 1822 ;
- zinc sulfuré (synonyme de sphalérite).

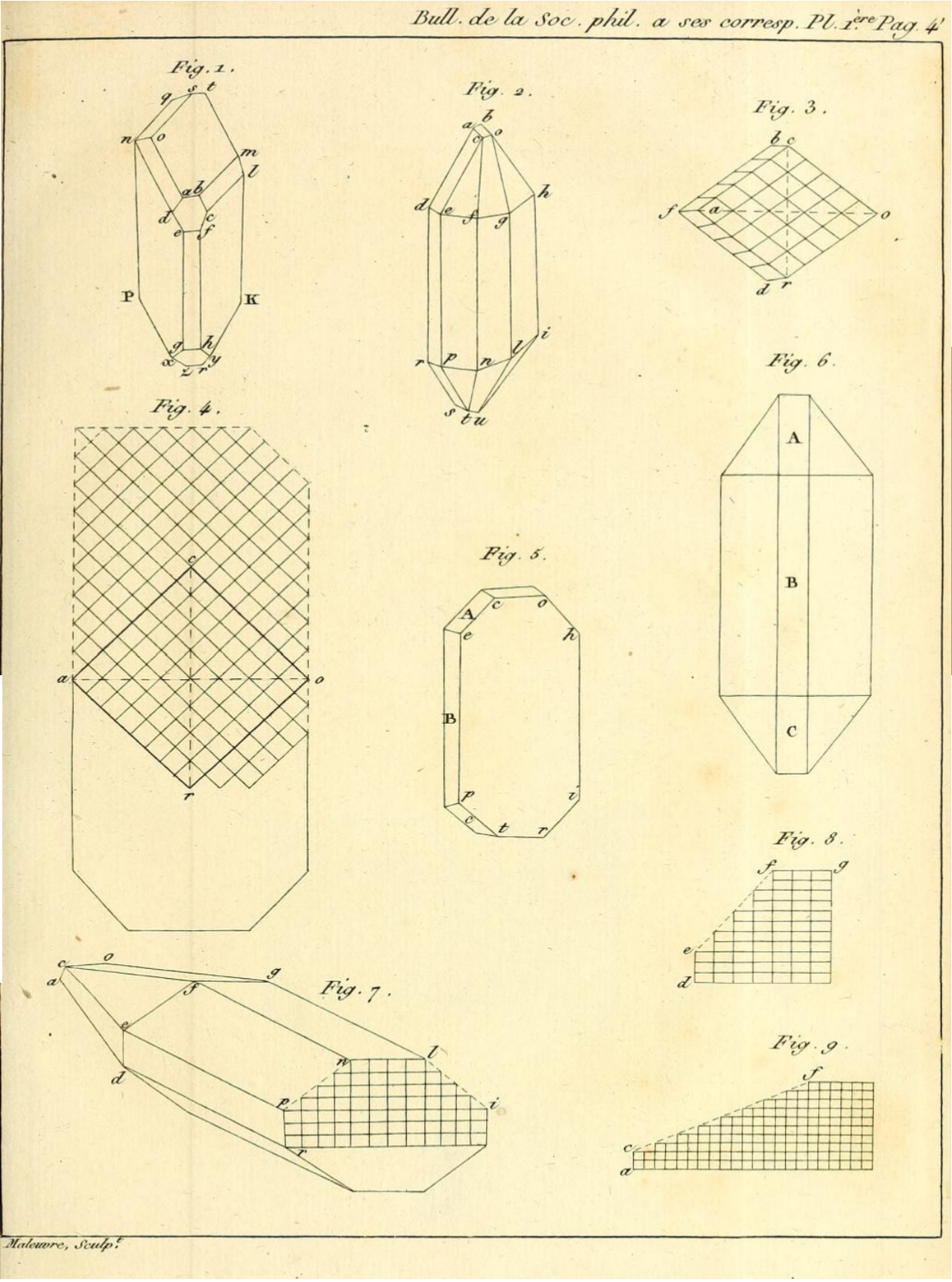
Observations sur différentes variétés du sulfate Baritique (Spath pesant) (1793).

## Liste partielle des publications

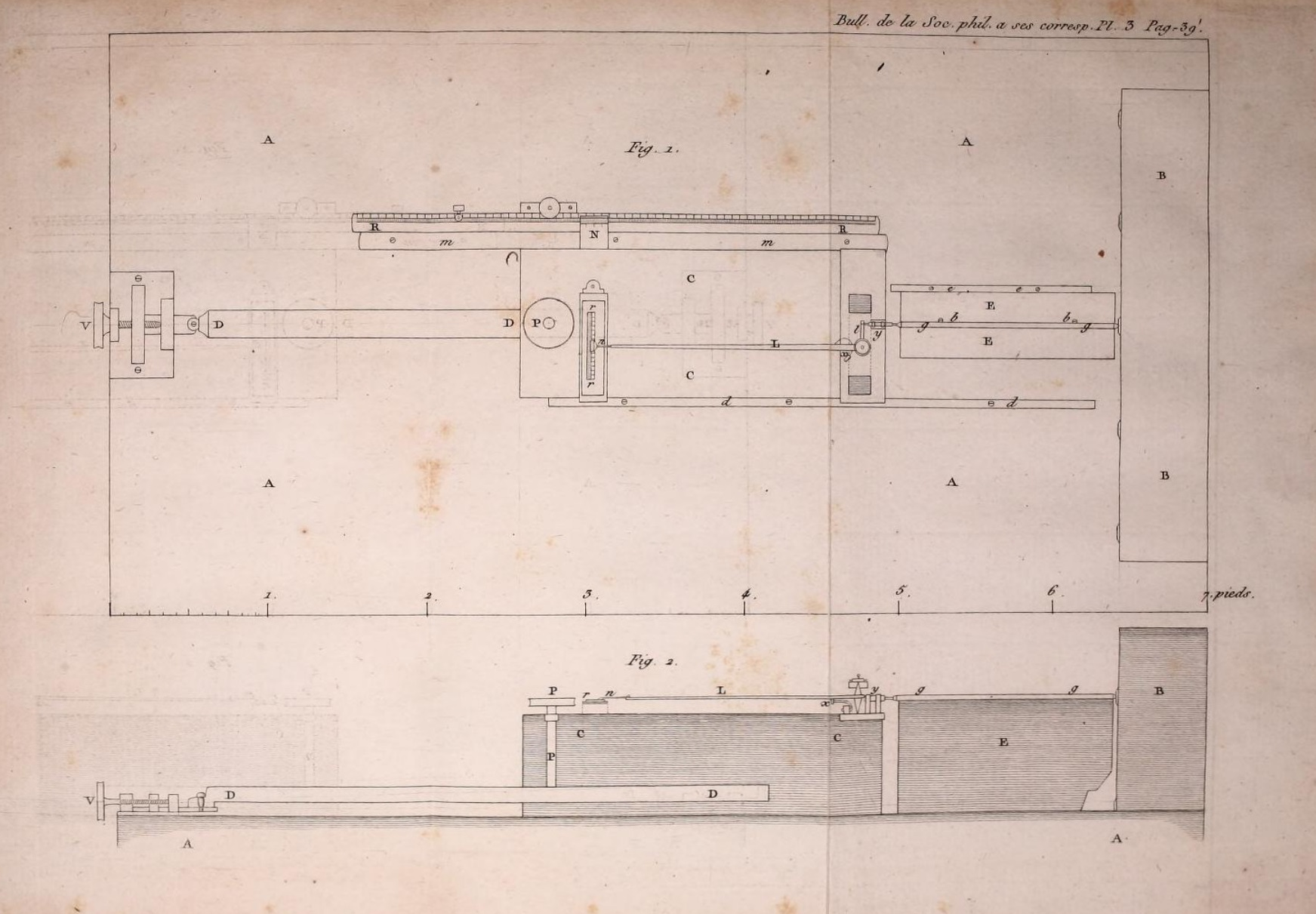
Moyens pour mesurer le poids d'un pied cube d'eau (1793).

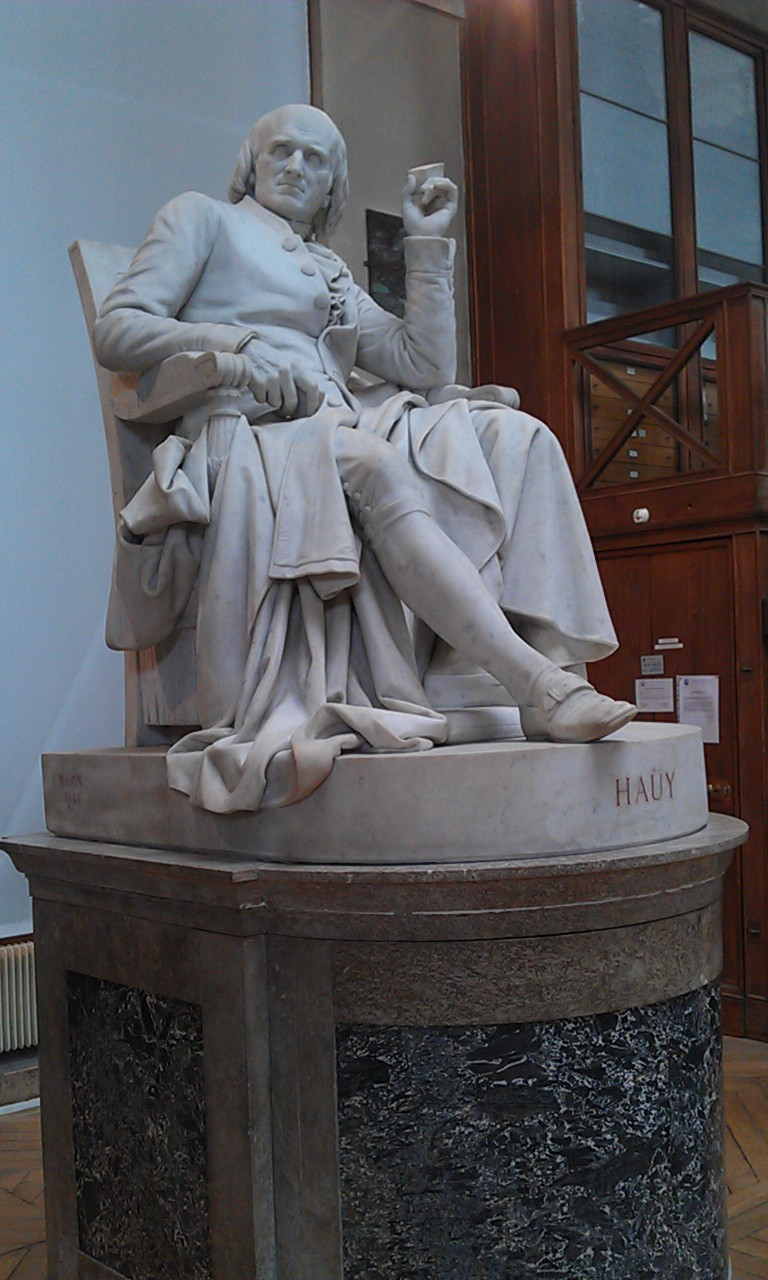
Statue de l'abbé René Just Haüy, par I.H. Brion. Cette statue est située dans la galerie de Minéralogie et de Géologie au Jardin des plantes, siège du Muséum national d'histoire naturelle à Paris.

- [1784] « Extrait d'un mémoire sur la structure des crystaux de grenat » (approuvé par l'académie des sciences le 21 février 1781), Observations sur la physique, sur l'histoire naturelle et sur les arts, vol. 19,‎ 1782, p. 366-381 (lire en ligne [sur books.google.fr]).
- [1784] Essai d'une théorie sur la structure des crystaux, appliquée à plusieurs genres de substances crystallisées, Paris, libr. Gogué & Née de La Rochelle, 1784, 236 p., sur gallica (lire en ligne).
- [1784] « Observations sur les schorls » (lu le 28 juillet 1784), Mémoires de l'académie royale des sciences,‎ 1784 / 1787, p. 270-272 (lire en ligne [sur biodiversitylibrary.org]).
- [1784] « Mémoire sur la structure des cristaux de feldspath » (lu le 26 juin 1784), Mémoires de l'académie royale des sciences,‎ 1784 / 1787, p. 273-286 (lire en ligne [sur biodiversitylibrary.org]).
- [1787] Exposition raisonnée de la théorie de l'électricité et du magnétisme, d'après les principes d'Æpinus, Paris, libr. Veuve Desaint, 1787, 238 p., sur gallica (lire en ligne).
- [1787] « Mémoire sur la structure des cristaux de schorl » (lu en 1787), Mémoires de l'académie royale des sciences,‎ 1787 / 1789, p. 92-109 (1 pl.) (lire en ligne [sur biodiversitylibrary.org]).
- [1788] « Mémoire où l'on expose une méthode analytique, pour résoudre las problèmes relatifs à la structure des cristaux » (lu en 1788), Mémoires de l'académie royale des sciences,‎ 1788 / 1791, p. 13-33 (lire en ligne [sur biodiversitylibrary.org]).
- [1788] « Mémoire sur la double réfraction du spath d'Islande » (lu en 1788), Mémoires de l'académie royale des sciences,‎ 1788 / 1791, p. 34-61 (lire en ligne [sur biodiversitylibrary.org]).
- [1789] « Mémoire sur la manière de ramener à la théorie du parallélépipède, celle de toutes les autres formes primitives des crystaux » (lu en 1789), Mémoires de l'académie royale des sciences,‎ 1789 / 1795, p. 519-533 (lire en ligne [sur biodiversitylibrary.org]).
- [1790] « Mémoire sur les Crystaux appelles communément pierres de croix » (lu en 1790), Mémoires de l'académie royale des sciences,‎ 1790 / 1797, p. 27-44 (lire en ligne [sur biodiversitylibrary.org]).
- [Brongniart 1793] Alexandre Brongniart, « Extrait d'un Mémoire manuscrit de M. Hauy, intitulé : Observations sur différentes variétés du sulfate Baritique (Spath pesant) », Bulletin de la société philomatique, t. 1,‎ février 1793, p. 4'-5' (lire en ligne [sur archive.org]).
- [Haüy & Lavoisier 1793] René Just Haüy et Antoine Lavoisier, « Rapport sur les moyens employés pour mesurer le poids d'un pied cube d'eau », Bulletin de la société philomatique, t. 1,‎ février 1793, p. 39'-41' (lire en ligne [sur archive.org]).
- [1791] « Description de la gemme orientale », Bulletin de la société philomatique, t. 1,‎ 1791, p. 49'-50' (lire en ligne [sur archive.org]).
- [1792] Exposition abrégée de la théorie sur la structure des crystaux (extrait du Journal d'histoire naturelle), Paris, impr. du cercle social, 1792, 52 p., sur gallica (lire en ligne).
- [1793] De la structure considérée comme caractère distinctif des minéraux, 1793.
- [1793] Instruction sur les mesures déduites de la grandeur de la terre, uniformes pour toute la République, et sur les calculs relatifs à leur division décimale (par la commission temporaire des Poids et Mesures républicaines (an II) ; il existe une version abrégée, 147 p), Paris, impr. nationale exécutive du Louvre, 1793, 12 tables + 224, sur archive.org (lire en ligne).
- [1794] « Observations sur le mètre, ou l'unité usuelle des mesures linéaires républicaines », Bulletin de la société philomatique, t. 1,‎ mars-avril 1794, p. 73'-74' (lire en ligne [sur archive.org]).
- [1794] « Observation  sur  la  Dilatation  de  l'Eau », Bulletin de la société philomatique, t. 1,‎ mai-juin 1794, p. 75'-76' (lire en ligne [sur archive.org]).

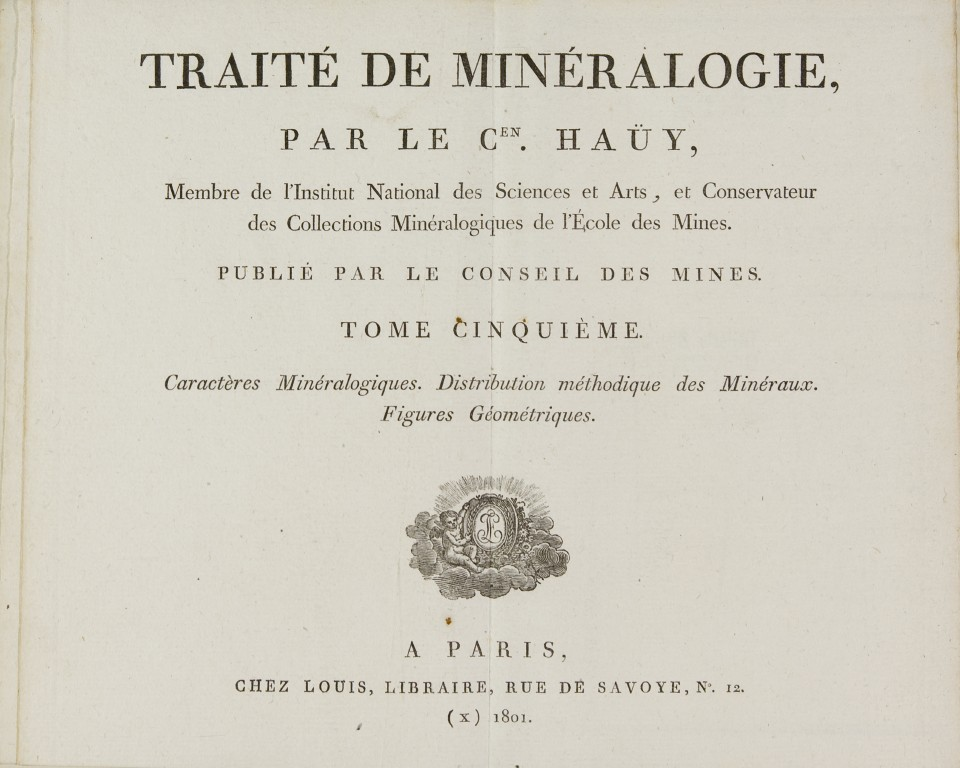
Traité de Minéralogie, t. 5 (180).

- [1797] Extrait d'un traité élémentaire de minéralogie (publié par le Conseil des Mines (an V)), Paris, impr. de la république, 1797, pl. + 286, sur gallica (lire en ligne).
- Traité de minéralogie, 5 tomes, dont un « atlas »
  - [1801] Traité de minéralogie, t. 1, Paris, impr. Delance, libr. Louis, 1801 (réimpr. 1822), 494 p., sur gallica (présentation en ligne, lire en ligne).
  - [1801] Traité de minéralogie, t. 2, Paris, impr. Huzard-Courcier, libr. Bachelier, 1822 (1re éd. 1801), 613 p., sur gallica (lire en ligne) ou sur LillOnum.
  - [1801] Traité de minéralogie, t. 3, Paris, impr. Huzard-Courcier, libr. Bachelier, 1822 (1re éd. 1801), 590 p., sur gallica ou sur LillOnum.
  - [1801] Traité de minéralogie, t. 4, Paris, impr. Huzard-Courcier, libr. Bachelier, 1822 (1re éd. 1801), 604 p., sur gallica (lire en ligne) ou sur LillOnum ou sur archive.org.
  - [1823] Figures géométriques du Traité de minéralogie. Atlas (120 planches - la première édition n'en contient que 86), Paris, libr. Bachelier, 1823, 2e éd., sur archive.org (lire en ligne).
- [1802] La botanique de J. J. Rousseau, contenant tout ce qu'il a écrit sur cette science ; l'exposition de la méthode botanique de M. de Jussieu ; la manière de former les herbiers, Paris, F. Louis, 1802, sur gallica (OCLC 848560175, présentation en ligne, lire en ligne).
- [1803 (1845)] Physique médicale (ou Traité élémentaire de physique, t. II de l'Encyclopédie des sciences médicales, édition de 1845 complétée par Fleury), Paris, libr. Paul Mellier, 1845 (réimpr. 1806, 1821, 1855) (1re éd. 1803), 447 p., sur gallica (lire en ligne) ou sur wikisource (2 tomes réunis).
- [1809] Tableau comparatif des résultats de la cristallographie et de l'analyse chimique, relativement à la classification des minéraux, Paris, impr.-libr. Courcier, 1809, 312 p., sur gallica (lire en ligne) ou sur LillOnum.
- [1817] Traité des caractères physique des pierres précieuses, Paris, impr.-libr. Veuve Courcier, 1817, 253 p., sur gallica (lire en ligne).
- Traité de cristallographie, suivi d'une application des principes de cette science à la détermination des espèces minérales et d'une nouvelle méthode pour mettre les formes cristallines en projection, 2 tomes + atlas
  - [1822] Traité de cristallographie, t. 1, Paris, libr. Bachelier et Huzard, 1822, 605 p., sur archive.org (lire en ligne) ou sur LillOnum.
  - [1822] Traité de cristallographie, t. 2, Paris, libr. Bachelier et Huzard, 1822, 650 p., sur archive.org (lire en ligne) ou sur LillOnum.
  - [1822] Traité de cristallographie. Atlas, t. 3, Paris, libr. Bachelier et Huzard, 1822, sur LillOnum (lire en ligne).

Il écrit de nombreux articles pour divers journaux scientifiques. Il publie notamment dans le Journal de physique et les Annales du Muséum d'Histoire naturelle.

## Hommages
- En 1807, le minéralogiste danois Tønnes Christian Bruun de Neergaard a donné son nom à une espèce minérale : l'haüyne
- À Amiens : 
  - une rue porte son nom : la rue Just Haüy dans le faubourg de Noyon ;
  - un amphithéâtre de la Faculté des Sciences porte son nom.
- À Paris :
  - Son nom est inscrit sur la Tour Eiffel, côté sud-est (face à l'École Militaire)[24];
  - Au musée de minéralogie de l'École des mines de Paris, une salle porte son nom et l'on y trouve un portrait le représentant, peint par Nicolas Gosse en 1843, ainsi qu'un buste de Lisbeth Delisle daté de 1993 ;
  - Au Muséum national d'histoire naturelle (site du Jardin des plantes à Paris), une statue monumentale de I.H. Brion situé dans la grande nef de la galerie de minéralogie, un tableau de Rembrandt Peale récemment attribué de manière très probable (Philadelphie 1809), une allée couverte du Jardin des plantes (faisant suite à l'allée Lacroix), un médaillon sur la façade de la Galerie de l'Évolution et surtout ses collections, composées de milliers d'échantillons de minéraux, roches, météorites, modèles cristallographiques en bois de poirier, souvent des chefs-d'œuvre de l'ébénisterie parisienne de la fin du 18e siècle, instruments, gemmes et objets d'art ;
- À Saint-Just-en-Chaussée, sa ville natale :
  - devant la mairie, en 1903, un groupe sculpté a été érigé, le représentant avec son frère, Valentin Haüy. René-Just Haüy y est représenté en train d'étudier des minéraux. La dédicace « La ville de Saint-Just-en-Chaussée à ses deux illustres enfants. Monument élevé par souscription » y est gravée ;
  - à l'emplacement où se trouvait la maison natale des frères Haüy, une stèle a été érigée. Cette stèle est réalisée dans une roche métamorphique appelée éclogite, roche décrite et définie pour la première fois par Haüy dans son Traité de Minéralogie en 1822 ;
  - une rue porte son nom, la rue René-Just-Haüy.
- En 2022 est fêtée l'Année Internationale de la Minéralogie décrétée par l'International Mineralogical Association sous l'égide de l'UNESCO et relayé (en France) par l' IMPMC — héritier des laboratoires de minéralogie du Cabinet royal du Jardin des plantes (devenu MNHN en 1793) et de la Faculté des sciences de Paris où Haüy œuvra — ainsi que de la Société française de minéralogie et de cristallographie en regard des 200 ans de la disparition de l'un des plus grands scientifiques français à l'Hôtel de Magny du Jardin des plantes (MNHN), le 1er juin 1822 :
  - l'exposition "Pierres précieuses" du Jardin des plantes (2020-2021) célébrait en avance cette année Internationale de la minéralogie avec une troisième partie, entre autres, dédiée par François Farges, co-commissaire de cette exposition, à René-Just Haüy et, notamment, ses minéraux, instruments, modèles cristallographique en bois, gemmes et objets d'art[15] ;
  - un symposium et deux expositions autour de René-Just Haüy sont inaugurées le 3 juin 2022 par l' IMPMC entre les campus de Jussieu et du Muséum national d'histoire naturelle (MNHN) ;
  - un nouveau site web - Haüy 2022 - qui est créé pour cette occasion par François Farges : il  permet de voir une partie des collections de René-Just Haüy et résume ses nombreuses et nouvelles découvertes ainsi que celles de divers collaborateurs autour de la vie et de l'œuvre de ce scientifique, 78 ans après la précédente commémoration par le MNHN en 1944[19] ;
  - La SFMC rassemble diverses autres manifestations majeures en regard de cette année particulière.

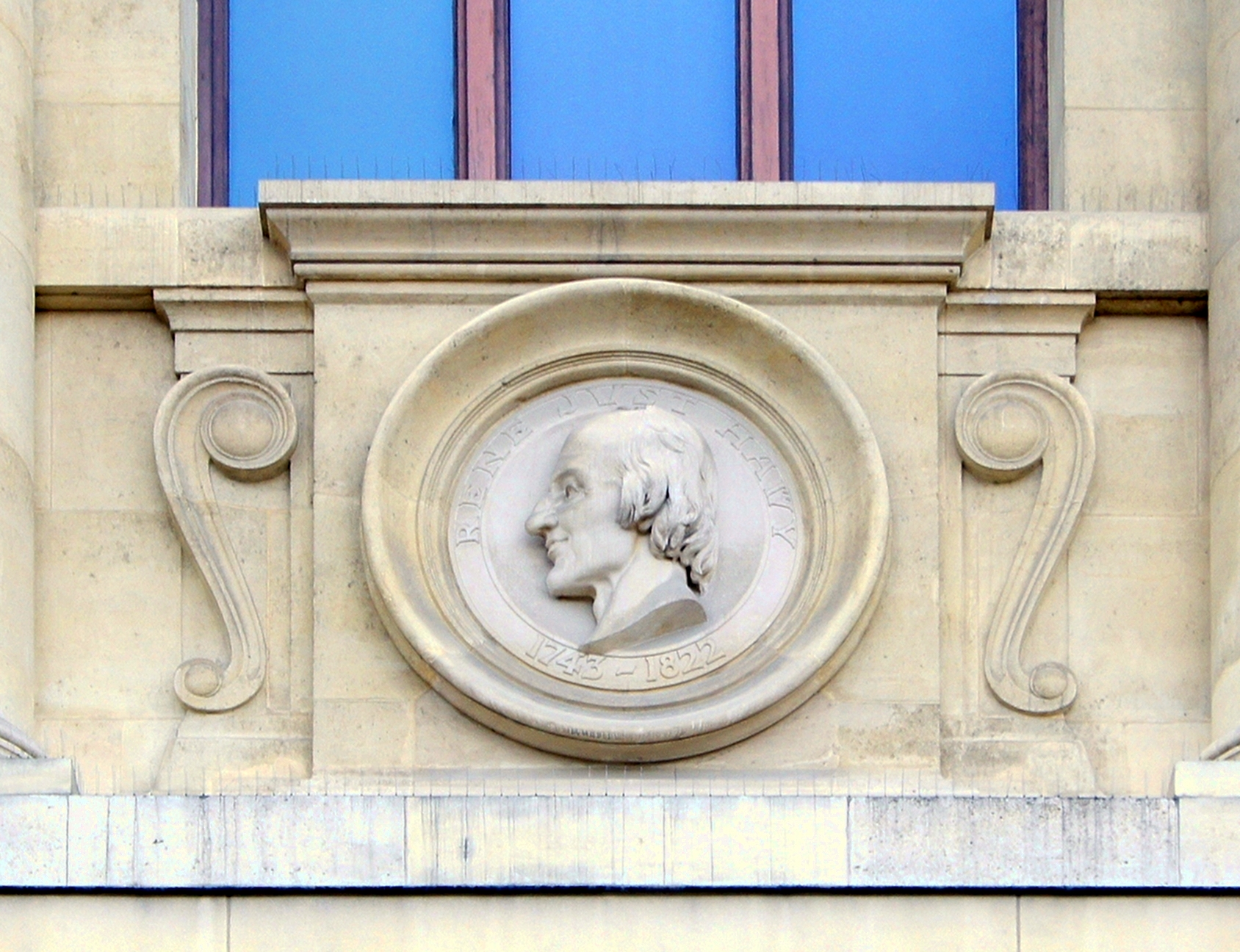
Portrait en médaillon de René-Just Haüy sur la façade la grande galerie de l'Évolution du Muséum national d'histoire naturelle à Paris.
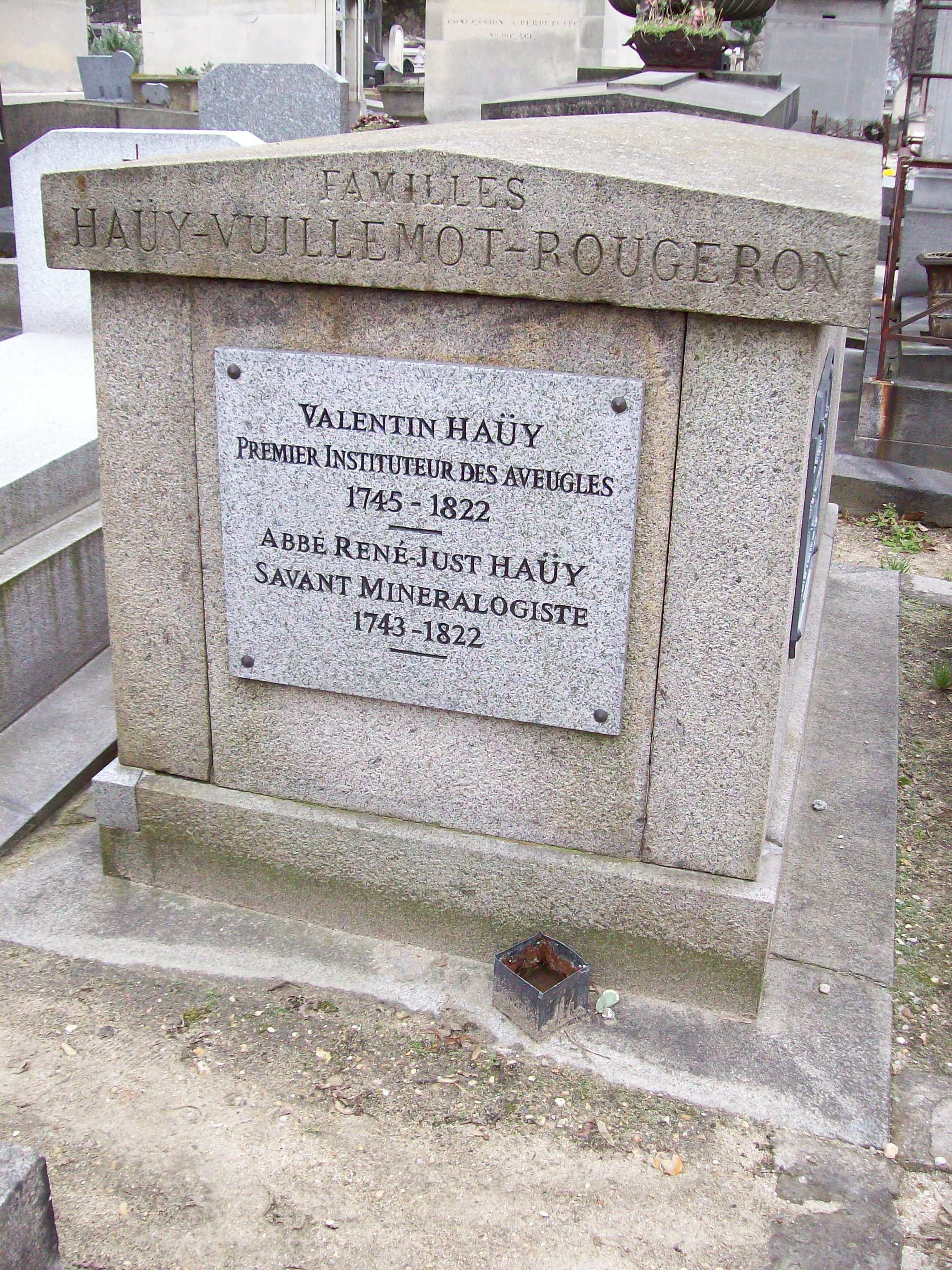
Sépulture de René-Just Haüy et de son frère Valentin Haüy, cimetière du Père-Lachaise à Paris.
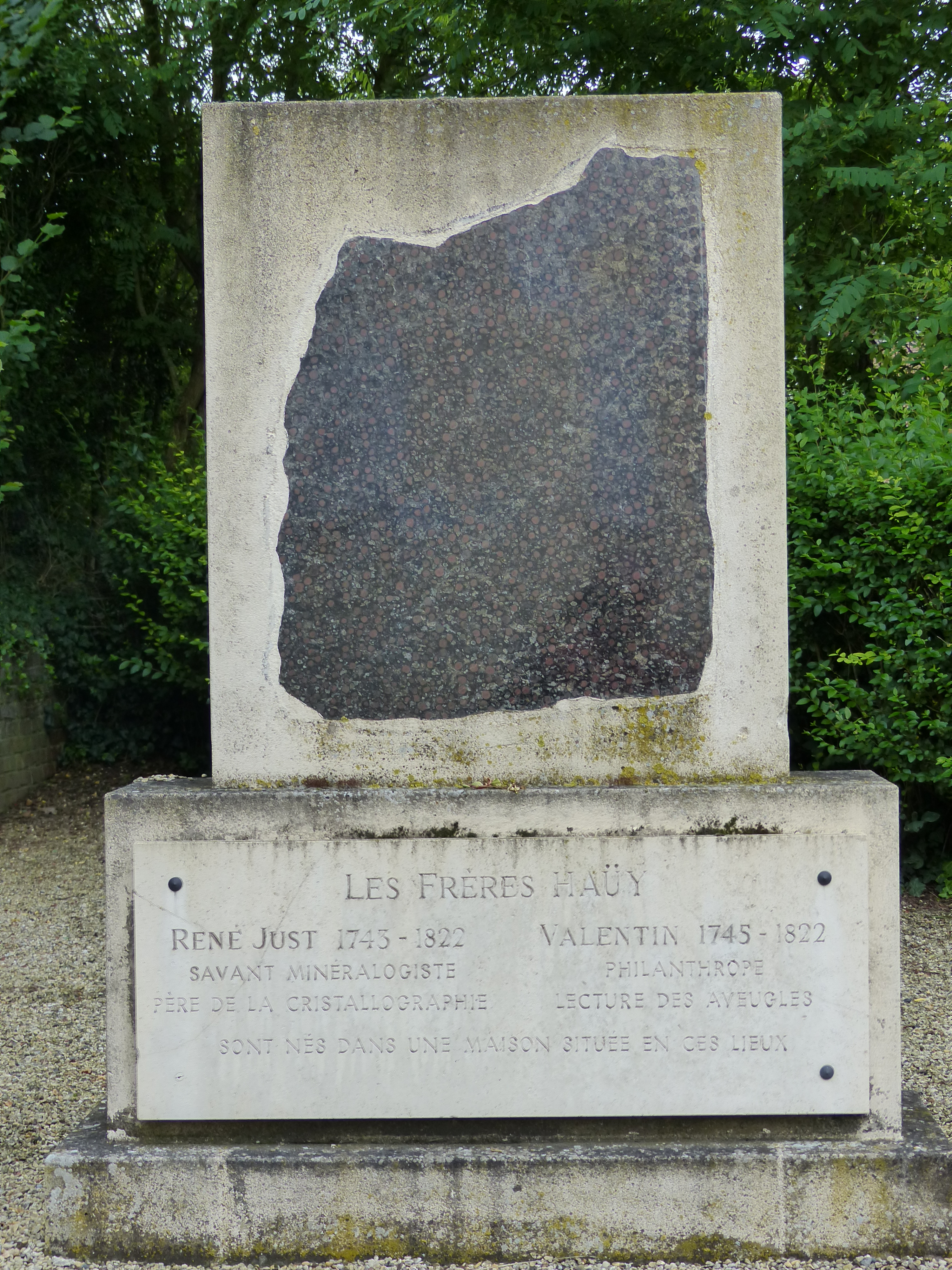
Monument aux frères Haüy à l'emplacement de leur maison natale, Saint-Just-en-Chaussée.